# Земсков, Михаил Яковлевич
Михаил Яковлевич Земсков (17 июля 1915 — 3 августа 1944) — участник советско-финской и Великой Отечественной войн (в годы Великой Отечественной войны — командир батальона 102-го гвардейского стрелкового полка 35-й гвардейской стрелковой дивизии 8-й гвардейской армии 1-го Белорусского фронта), Герой Советского Союза (1945), гвардии майор.

## Биография
Родился 17 июля 1915 года в деревне Дубьё ныне Мосальский район Калужской области в семье крестьянина. Русский. Образование среднее. Работал каменщиком. Призван в армию в 1936 году Мосальским райвоенкоматом. Участник операции по введению советских войск в Западную Белоруссию и Западную Украину в 1939 году, советско-финской войны 1939—1940 годов. В 1941 году окончил курсы младших лейтенантов.
Во время Великой Отечественной войны в действующей армии с августа 1941 года. Сражался на Южном, Юго-Западном, 3-м Украинском и 1-м Белорусском фронтах. Дважды ранен.
Особо отличился при форсировании Вислы на территории Польши и в боях на захваченном плацдарме.
1 августа 1944 года во главе батальона форсировал реку Висла южнее Варшавы, в районе населённого пункта Магнушев.
В боях за удержание и расширение плацдарма батальон под командованием гвардии майора М. Я. Земскова 2 августа участвовал во взятии Магнушева. В последующих боях отразил несколько контратак противника. Во время наступательных боевых действий его батальон уничтожил более двух рот вражеских солдат и офицеров, 13 огневых точек.
3 августа в бою под селом Тшебень (юго-западнее Магнушева) гвардии майор М. Я. Земсков был убит.
Из наградного листа:

За время форсирования реки Висла и прорыва сильно укреплённой обороны противника с большим насыщением огневых средств на левом берегу реки Висла 1 августа 1944 года и последующих тяжёлых наступательных боевых действиях по расширению плацдарма гвардии майор Земсков проявил исключительное мужество, стойкость и умение в командовании своим батальоном.
Когда был создан незначительный плацдарм на левом берегу реки Висла 5-й стрелковой ротой, товарищ Земсков для развития успеха и расширения плацдарма, несмотря на активный артиллерийский обстрел и бомбёжку вражеской авиацией, стремительно форсировал реку и с хода вступил в бой. Противник не выдержал натиска и начал поспешно отходить, бросая оружие. В дальнейшем батальон вёл борьбу по уничтожению разрозненных групп противника.
2 августа 1944 года в районе населённого пункта Магнушев завязался упорный бой. Противник несколько раз переходил в контратаку с поддержкой самоходных пушек, но и здесь батальон устоял, все контратаки противника были успешно отбиты с большими потерями для противника. Батальон нёс потери незначительные. К исходу дня 2 августа батальон во взаимодействии с другими подразделениями ворвался в населённый пункт Магнушев и овладел последним.
3 августа 1944 года южнее села Тшебень завязался упорный бой. Несмотря на всякие трудности, тов. Земсков умело руководил своим подразделением, и в этом бою была одержана победа над врагом. Гвардии майор Земсков сражался как герой.
Во время наступательных упорных боевых действий его батальоном уничтожено более двух рот вражеских солдат и офицеров, 13 огневых точек, подавлен огонь миномётной батареи. Кроме этого, взято в плен 4 вражеских солдата, захвачено 9 пулемётов и до 100 винтовок.
В тяжелых боях южнее села Тшебень 3 августа 1944 года гвардии майор Земсков пал смертью героя.
За проявленное мужество, решительность в бою и прорыв обороны противника на левом берегу Вислы гвардии майор Земсков достоин правительственной награды «Герой Советского Союза» посмертно.
Командир 202 гвардейского стрелкового полка гвардии майор Ойхман.
6 августа 1944 года.

Указом Президиума Верховного Совета СССР от 24 марта 1945 года за умелое командование подразделением, мужество и героизм, проявленные при форсировании Вислы и в боях на плацдарме, Земскову Михаилу Яковлевичу присвоено звание Героя Советского Союза (посмертно).
Похоронен в селе Тшебень (Trzebień), гмина Магнушев, Козеницкий повят, Мазовецкое воеводство, Польша.

## Награды и звания
- Звание Герой Советского Союза (посмертно). Указ Президиума Верховного Совета СССР от 24 марта 1945 года:
  - Орден Ленина,
  - Медаль «Золотая Звезда».
- Орден Красной Звезды. Приказ командира 80 гвардейской стрелковой дивизии № от 4 июня 1943 года.
- Медали СССР.

## Память
- Памятник Герою Советского Союза М. Я. Земскову установлен в Мосальске.